# Bless the Child (film)
Bless the Child är en amerikansk skräckfilm från 2000 i regi av Chuck Russell, med Kim Basinger, Jimmy Smits, Holliston Coleman och Rufus Sewell i rollerna.

## Handling
Allt börjar en sen kväll då Maggie O'Connor (Kim Basinger) får besök av sin knarkande syster Jenna (Angela Bettis). Hon lämnar där ett nyfött barn och försvinner sedan spårlöst. Barnet, Cody (Holliston Coleman) växer upp och när hon fyller sex år kidnappas hon. Maggie tar upp jakten på Cody vilken leder till en mardröm för alla inblandade.

## Rollista
| Kim Basinger      | – Maggie O'Connor    |
| Jimmy Smits       | – Agent John Travis  |
| Holliston Coleman | – Cody O'Connor      |
| Rufus Sewell      | – Eric Stark         |
| Angela Bettis     | – Jenna O'Connor     |
| Christina Ricci   | – Cheri Post         |
| Michael Gaston    | – Det. Frank Bugatti |
| Lumi Cavazos      | – Sister Rosa        |
| Dimitra Arliss    | – Dahnya             |
| Eugene Lipinski   | – Stuart             |
| Anne Betancourt   | – Maria              |
| Ian Holm          | – Reverend Grissom   |
| Helen Stenborg    | – Sister Joseph      |